# 神宮司秀将
神宮司 秀将（じんぐうじ ひでまさ、1992年〈平成4年〉5月10日 - ）は、日本の映像クリエイター。株式会社addgroove代表取締役。福岡県久留米市出身。血液型はAB型。

## 来歴
1992年5月10日に福岡県久留米市で生まれる。
小学生の時に「将来パソコンを使えるようになったほうがいい」と両親がパソコンを購入。そこからインターネットの世界にハマる。青春時代の大半を2chとネトゲに費やした後、反動で早稲田大学に入学後、ダンスとカメラを始め、思い出係的に写真や映像を撮り始める。
2020年、RABの〇〇踊ってみたで、自信が撮影・編集を努める作品「おちゃめ機能」にRABメンバー涼宮あつきより出演してほしいと希望があり馬の被り物を被って登場する。そこから馬の頭での活動が始まる。
2020年3月、株式会社addgroove設立。
2023年5月、誕生日を機に自身の夢(映画製作)の第一歩としてYouTubeで配信を始める。基本的に馬頭の為、お馬さんと呼ばれることが多い。ファン名称は馬主。
所属ダンスチーム THE ムササビ、ダンスジャンルはロック（ダンス）がメイン。

## 代表作
MV
- 愛の歌／藤川千愛　TVアニメ『マイホームヒーロー』オープニングテーマ
- 【ニノミヤユイ】「ヒロイン」Music Video（ Full Size ）
- 夜迷い言 / HACHI 【Official MV】
- ゆずれない／藤川千愛　TVアニメ『盾の勇者の成り上がり Season 2』エンディングテーマ
- Ado - 夜のピエロ
- REDALiCE feat.兎田ぺこら&さくらみこ - ぺこみこ大戦争

PV
- 集英社　ジャンプチャンネル登録者100万人突破記念PV

CM
- TSUTAYA 春のモバイルTカード Tポイント10倍キャンペーン

## 人物
- 黒が好きで私服はほぼ黒。
- 黒柴を飼っている。名前はよつば（よつばと！から）。

## 作品
2018年
PV
- Youth of Hiphop DAISHI

2019年
MV
- t-Ace クズなRockStar (OfficialVideo)
- KAZETONAMITO / nakamuramasa
- 相知 明日香 - Twilight［Official Video］
- nyn 「In my baby」 (Official Music Video)
- INCOGNITO - Now That I've Found You feat. Imaani
- INCOGNITO - Absent In Spring feat. Roberta Gentile
- INCOGNITO - All For You feat. Maysa
- Revogene / マルニーマルニー MUSIC VIDEO
- INCOGNITO - Only A Matter Of Time feat. Cherri V
- INCOGNITO - Shine feat. James Berkeley
- INCOGNITO - Say What's on Your Mind

PV
- calin x Yu-Ki x jinguji x TELU
- YOH これさえあれば
- 【CONCEPT MOVIE】D-mc NEXT 2019゙

2020年
MV
- DJ TY-KOH - ただやりたいだけ feat. B RAND (Official Video)
- 始まりの動画を即興セッションで -BUZZ LA ZARU O EMAI -
- Kotaro Saito, Phoenix Troy - Supernova (Music Video)
- eill｜踊らせないで (Dance Music Video)
- Chapman - カーニバル【Official Music Video】
- 失礼しますが、RIP♡ - Calliope Mori [cover] / BOOGEY VOXX
- 【KOSÉ 8ROCKS FILM #00】CHIGIRI
- REDALiCE feat.兎田ぺこら&さくらみこ - ぺこみこ大戦争
- 浮遊信号 - そして檸檬は爆発する
- アザミ x esora uma - インスタントナイトドラマ 第３回V紅白特別MV
- 懐かしすぎて「ああああああああああ」ってなる。// Sponsored by Google Pixel
- Eve - 遊遊冥冥
- めっちゃKawaii TV

PV
- KEMURI 映像作品 sisisi
- 映像作品 YOH-jirushi 「大宴会」
- DramaticDining ASAKUSA 『Shadows of the Flower-華の影たち-』TeaserMovie
- 映像作品 YOH-jirushi 「Incomplete」
- O-MENZ - Welcome to "O-MENZ"
- 【KOSÉ 8ROCKS FILM#01】WE ARE... 【D.LEAGUE】
- KEMURI - HiddenWaltz

CM
- TSUTAYA 春のモバイルTカード Tポイント10倍キャンペーン
- RABセガコラボカフェ 販促映像
- にじめぐり 京都編　WebCM

VJ
- 音Line DistANCE BOOGEYVOXX LIVE演出映像

配信
- CHALLENGER 2020 by GKKJ

収録
- MOERO project

2021年
MV
- 恋のMoonlight / 犬山たまき(Official Video)
- THE WHITE STORY - THE SAVAGE MV
- CuLLt 2021SS Collection BED SIDE STORY
- GOLDEN BATS (Prod. by PSYQUI) / BOOGEY VOXX
- ClubTurtle EP one's living収録曲 ないしょのはなし
- 罪と罰（椎名林檎）／藤川千愛
- THIS MOMENT - 二人目のジャイアン
- UP-DATE - UP-DATE MV
- KATARI - 朔に
- FLOW - UnitedSparrows TVアニメ「バック・アロウ」2ndクールエンディングテーマ
- CHALLENGER 2021 by GKKJ
- KATARI - 山羊の歌
- 伊東ライフ&兎鞠まり - チューリングラブ
- Ado - 夜のピエロ MV
- さくらみこ - みこちがやってきたぞっ cover MV
- KATARI - 死の淵より
- さくらみこ - 花月ノ夢
- SO.ON project LaV 「SYNC LYNK LIVE!!」Music Video
- 【ニノミヤユイ】「Dark seeks light」Music Video
- romantic spell (feat. 東 雪蓮) - [ahi:]
- SevenNotes - 七穂
- 麻吉で無理 - 七穂
- memex - 許されたくない
- 感性少女Re／浮遊信号
- レコード大賞　Ado - ギラギラ
- 東雪蓮 - Overthingking MV
- GKKJ JAPAN TOUR 五都市 収録&配信

PV
- JIDESTA / 内山崚 - ココロをカタチに。/ RYO UCHIYAMA - "KOKORO WO KATACHINI"
- 映像作品 YOH-jirushi 「daybreak」
- CuLLt BED SIDE STORY 1st Chapter "QUEEN OF HEARTS"
- 集英社　ジャンプチャンネル登録者100万人突破記念PV
- 映像作品 YOH-jirushi 「Shadding」
- FORGET NEVER CLOTHING - 2021 FALL/WINTER COLLECTION "POWERS OF TEN"
- KOSÉ 8ROCKS OFFICIAL PV 【D.LEAGUE 21-22】
- Train - train
- Let Me Take You アダム＝ユーリエフ「コンサート」フォームで踊ってみた
- en SINOSTAGEコラボTシャツ PV

CM
- &honey マトメイク WebCM (CM)

演出
- ニコニコ超会議 超「#コンパス」ステージ 演出映像
- 樋口楓 Live 2021 "AIM" OP/ED演出映像

2022年
MV
- TVアニメ「デジモンゴーストゲーム」エンディング主題歌 BMK - だって今日まで恋煩い
- Cancer feat. ハスミアキ, Fra (from BOOGEY VOXX) / Club Turtle【#蟹亀 EP3】
- 【Tokyo 7th シスターズ】Stella MiNE『Be Your Light』Music Video
- 【KATARI MV】三十歳/坂口安吾【神尾晋一郎 / 間宮丈裕】
- 【KATARI MV】女 相聞 詩集 / 芥川龍之介【神尾晋一郎 / 間宮丈 裕】
- 五億の鈴 - 寺島圭亮
- BluedWedding ウェディングセレモニー映像
- [J.E.T. AIRWAVES] FUJI TRILL - 60 minutes best play
- Harmony【swing, sing/1st theme song】
- 【KATARI MV】崖端歩き【神尾晋一郎 / 間宮丈裕】
- [J.E.T. AIRWAVES] KEKKE - 60 minutes best play
- 藤川千愛 - ゆずれない MV
- 【KATARI MV】閑天地 / 石川啄木【神尾晋一郎 / 間宮丈裕】
- ガールズフィスト!!!! GT「さよなら MY LONELINESS」MV
- 【KATARI MV】風立ちぬ・あいびき / 堀辰雄【神尾晋一郎 / 間宮丈裕】
- 【KATARI MV】自然と人・惜しみなく愛は奪う / 有島武郎【神尾晋一郎 / 間宮丈裕】
- おもかげ (produced by Vaundy) - 幽夏レイ × 月舘おもち × 日和 cover
- FreedomShuffle / Kenichi YOSHIDA
- Luvseed / hiroka
- 【KATARI MV】破戒・三人の訪問者 / 島崎藤村【神尾晋一郎 / 間宮丈裕】
- バクテリア / アザミ
- 【KATARI MV】思出の記・自然と人生・みみずのたはこと / 徳冨蘆花【神尾晋一郎 / 間宮丈裕】
- Reaper vs. Sheep -Ouen ver.- 角巻わため x Mori Calliope (Original MV)
- Reaper vs. Sheep -Kenko ver.- 角巻わため x Mori Calliope【original】
- 【KATARI MV】茶立虫・涙の門をゆきすぎて・静かな死/薄田泣菫【神尾晋一郎 / 間宮丈裕】
- 首都回遊線 - 隣町本舗 (Music Video)
- 【東方PV】アイヲカタッテドウジンアイ（Vo:ビートまりお, あやぽんず＊, あよ, kaztora）【COOL&CREATE】
- ねんどろいど販促映像『不知火フレア＆白銀ノエル』
- GKKJ JAPAN TOUR
- 夜迷い言 / HACHI 【Official MV】
- 【ハイドライバーズ】ナイトブレイク　チームソングMV「Carry On」
- 【ハイドライバーズ】ナナイロモンスター　チームソングMV「Rising To a Storm」
- 【ハイドライバーズ】ジャンガリアン　チームソングMVCatch the Light」
- 【ハイドライバーズ】シンデスティニー　チームソング*MV「Shout It Out！」
- z/" target="_blank">映像作品 YOH-jirushi 「ただ此処にある」
- 【KATARI MV】蝿・花園の思想/ 横光利一【神尾晋一郎 / 間宮丈裕】

PV
- ＼ねんどろいど販促映像『兎田ぺこら』
- ねんどろいど販促映像『『猫又おかゆ＆戌神ころね』
- ウマ娘 プリティーダービー ダイワスカーレットPV
- 【NAF22】ナガノアニエラフェスタ 20~22 ダイジェストムービー
- ブルーアーカイブ アスナ（バニーガール）PV
- ねんどろいど販促映像『星街すいせい』
- TVアニメ「絆のアリル」PV第1弾
- 映像作品 YOH-jirushi 「unaware」

VP
- AI “DREAM TOUR” DANCER AUDITION FINAL
- 「AI “DREAM TOUR” DANCER AUDITION」二次審査ドキュメンタリー

収録
- 藤川千愛 HiKiKoMoRi Blu-rayDVD 無観客ライブ映像

2023年
MV
- 2i2 「BURNBURNBURN」（Music Video）
- memex - AwakeNow Cover
- memex - 蜜蜂 Cover
- 【記念PV】ホロライブ全員のねんどろいど化決定!
- 愛の歌／藤川千愛　TVアニメ『マイホームヒーロー』オープニングテーマ
- WE ARE BACK (Prod. by E TICKET PRODUCTION) / KMNZ [Official Music Video]
- 【記念PV】ホロライブ全員のねんどろいど化決定!
- \ららーいおん♪/『獅白ぼたん』と『雪花ラミィ』がねんどろいどになって登場！\おはらみです、こんらみです/
- 【オリジナル曲】ロナ/雨宮みやび,gaburyu【VTuber】
- 【魂ちょうだい】森カリオペがねんどろいどになって登場！【いただきます】
- 【ニノミヤユイ】「ヒロイン」Music Video（Full Size ）

PV
- ホロライブサマーッッッ！1/7スケールフィギュア 白銀ノエル 水着Ver.
- TVアニメ『ツルネ －つながりの一射－』エンディング主題歌「ヒトミナカ / 丁」Music Video Tsurune Ver.(TV Size)
- ねんどろいど販促映像『角巻わため』
- 絆のアリル 放送直前映像「Linx」
- TVアニメ「絆のアリル」Blu-ray発売告知CM【OP版】
- TVアニメ「絆のアリル」Blu-ray発売告知CM【ED版】

演出
- Wataru Hatano LIVE 2023 -TORUS- ライブ演出OP/ED映像